# Брискорн, Ольга Константиновна
О́льга Константи́новна Брискорн, по прозвищу «Курская Салтычиха» (в первом браке — Стру́кова, в девичестве Маврогени; 1773 — 30 марта 1836) — богатая помещица Курской, Екатеринославской и Санкт-Петербургской губернии, светская львица, жестокая крепостница, вошедшая в историю, как убийца и истязательница крепостных крестьян. Владелица домовладений в столице и имений Пятая Гора, Прилепы, Хомутовка.

## Биография
Происходила из рода бессарабских бояр. Дочь богатого помещика Константина Ивановича Маврогени от его брака с Татьяной Васильевной Христофоровой. Маврогени служил драгоманом в Турции и содействовал Потёмкину в присоединении Крыма. За свою деятельность был пожалован в коллежские советники и получил должность обер-директора таможен Таврической губернии. Кроме этого, Потемкин отдал ему на откуп соляные промыслы в Крыму, что позволило Маврогени приобрести много поместий.
11 февраля 1793 года Ольга Маврогени вышла замуж за губернского предводителя дворянства Анания Герасимовича Струкова (1761—до 1807) — богатейшего человека Екатеринославской губернии, и получила весьма хорошее приданное: 56 тысяч рублей, большие земельные наделы, домовладения и несколько сотен душ. После выгодной свадьбы Ольга стала «первой леди» среди екатеринославской элиты. Молодая (чуть за 30) женщина, начитанная и остроумная, она живо интересовалась театром и художественной самодеятельностью.
Овдовев, для образования детей из Екатеринослава переехала в Санкт-Петербург, где в 1807 году вновь вышла замуж. Вторым мужем Ольги Константиновны стал сенатор и дипломат Фёдор Максимович Брискорн (13.06.1760—1819). Для последнего этот брак был скорее вынужденным. Обвиненный в лихоимстве, Брискорн вел судебное разбирательство, в котором вошёл в спор с вдовой Струковой и, для решения дел, женился на ней. По словам Н. Н. Греча, супруги «жили широко и великолепно, в большом доме близ Каменного театра, везде была пыль и грязь, лакеи оборваны, в комнатах тяжелый запах, из дверей неслись нестройные звуки музыки домашнего оркестра, из внутренних комнат слышалась громкая брань».
Будучи намного младше своих мужей, Ольга Константиновна правила всеми делами и занималась покупкой недвижимости. В 1809 году с аукционных торгов она купила два села в Курской губернии Дмитриевского уезда, а в 1817 году у принца Бирона ещё три деревни и пять сел, в том числе Прилепы, где потом обосновалась. В Прилепах Брискорн построила суконную мануфактуру в три этажа и в короткое время довела своих крестьян до нищеты. С тех пор она жила двойной жизнью. В Петербурге старалась быть образцом благочестия, а в Курской губернии «сенаторша Брискорн» была известна совсем в другой ипостаси. Состояние её было колоссально огромным: во всех её имениях численность крепостных душ достигала до 5 тысяч, около 60 тысяч десятин земли, помимо этого было не одно домовладения, в том числе и в столице, несколько фабрик, а скопленный с супругом капитал достигал — 200 тысяч рублей. В её столичном доме на Галерной улице некоторое время прожила семья великого поэта Александра Пушкина.
Умерла в Петербурге от апоплексического удара в марте 1836 года, оставив богатейшее наследство: домовладение в Петербурге, 52000 десятин земли, 110.000 рублей и три тысячи душ. Похоронена в Курской губернии.

## Дети

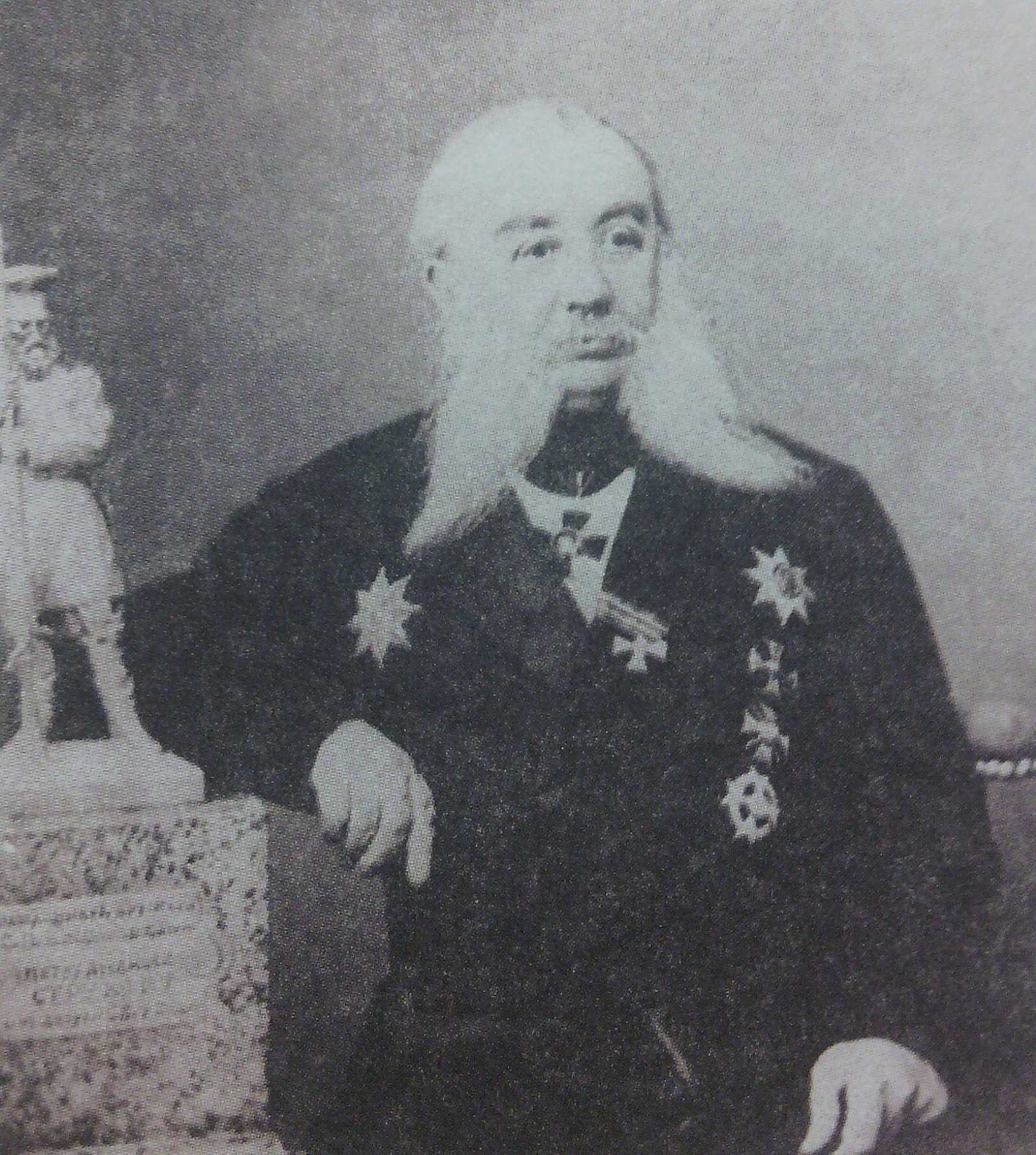
Пётр Ананьевич Струков

Ольга Константиновна в первом браке со Струковым имела детей:
- Эммануил Ананьевич (17.05.1795—13.02.1825), крупный помещик, поручик и владелец особняка Струковых. От брака с Екатериной Александровной Фок (1804—1893) потомства не оставил.
- Елизавета Ананьевна, ум. в детстве.
- Петр Ананьевич (14.06.1803—11.05.1881), богач, генерал-майор, предводитель дворянства Александровского уезда Екатеринославской губернии.

От второго браком с крупным помещиком и дипломатом Брискорн родились:
- Ольга Фёдоровна (22.03.1808—21.05.1852), фрейлина двора, в первом браке за генерал-адъютантом Я. А. Потёмкиным; вторым браком за генерал-адъютантом, генералом от кавалерии, обер-шталмейстер Е. Ф. Мейендорфом. В браке 8 детей.
- Елизавета Фёдоровна (1810—1896), вышла замуж за государственного деятеля Алексея Ираклиевича Лёвшина и принесла мужу богатое приданое, ей принадлежали усадьба Пятая Гора и имение Хомутовка. По словам современников, она имела хороший голос, была женщиной приятной, но не очень красивой. В браке родилось трое детей.

## Жестокое обращение с крестьянами
В Курской губернии, в Дмитриевском уезде, 40-летняя Ольга Брискорн купила имение в 1817 году.
В имении перевела крестьян с оброка на барщину. За год построила суконную фабрику в селе Прилепы. Фабрика была уникальным сооружением с технической стороны. За границей были куплены ткацкие станки, а в движение их приводила паровая машина, первая в Черноземье.
«Прославилась» тем, что постоянно наказывала и взрослых, и малолетних, которые работали на её фабрике. В короткий срок материальное положение крепостных ухудшилось, а смертность увеличилась. В 1822 году крестьяне обратились к императору Александру I. Официальное следствие было тайным, длилось 3 года. Дело есть в архивах.
Помещица была уличена в нанесении тяжёлых побоев крепостным, в ход пускались плети, батоги, палки, кнуты. Жертв морили голодом.
Крестьян, строивших мануфактуру, она заставляла трудиться по праздникам и в «свои дни», отчего те не успевали обрабатывать собственную землю. Назначая людей на фабрику, помещица отбирала у них имущество, приказывала жить у станка. За 1820 год зарплату на мануфактуре получали дважды, и то крохи — деньги Брискорн удерживала за пищу и одежду. С октября 1820 по май 1821 года от голода, болезней и травм умер 121 рабочий, из них 44 — моложе 15 лет. 74 человека были погребены священником, остальных зарыли в ямы без гробов. За период истязательств крепостных из имения бежало более 300 человек. Были также вскрыты факты жульнических операций с продукцией фабрики. По результатам следствия Брискорн (к тому времени уже вдова) была отстранена от владения фабрикой в Прилепах, и фабрика была взята под государственную опеку.
Всего на фабрике работало 379 человек, около 90 — дети от 7 лет и старше. Рабочий день 14-15 часов. Спали на соломе тут же, в цехе.
Еда была крайне скромной:
- хлеб со жмыхом;
- постные щи;
- по ложке каши;
- мясо было, но червивое и если его разделить на всех, то получается 8 грамм (грамм) на человека.

Не легче было и тем, кто обрабатывал землю. Их заставляли трудиться на земле помещицы, в результате крестьяне не успевали выращивать урожай на своей, а потом голодали с семьей.

## Меценатство
Помимо своей печальной известности, курская «Салтычиха» славилась своей набожностью и меценатством: строила крупные храмы и церкви, жаловала милостыню нищим. В селе Пятая Гора сохранилась церковь Брискорнов, построенная ею в 1826 г.